# Gebruikelijkloonregeling
De gebruikelijkloonregeling (ook wel het gebruikelijk loon genoemd) is een fictie in de wet op de loonbelasting 1964. De regeling is bedoeld voor de natuurlijk persoon die een aanmerkelijk belang heeft in een bedrijf (besloten vennootschap, naamloze vennootschap of coöperatie) en hierin werkzaamheden verricht.

## Aanmerkelijk belang
Een natuurlijk persoon heeft een aanmerkelijk belang indien:
1. hij heeft 5% of meer van het geplaatste kapitaal aan aandelen in een vennootschap, waarbij de aandelen van zijn/haar partner meetellen;
2. hij heeft een aanmerkelijk belang in de aandelen van een bepaalde soort in de vennootschap;
3. hij heeft een fictief aanmerkelijk belang (er is voorheen sprake geweest van een echt aanmerkelijk belang, dat voor de belastingheffing kon worden ´doorgeschoven´);
4. de aandeelhouder heeft zelf geen aanmerkelijk belang, maar een bloed- of aanverwant in de rechte lijn van hem wel.

Zie voor meer de pagina aanmerkelijk belang.

## Werkzaamheden verrichten
Voor de gebruikelijkloonregeling hoeft een natuurlijk persoon geen directeur of bestuurder te zijn. Het verrichten van werkzaamheden in dit bedrijf is voldoende voor deze regeling. Het gebruikelijk loon en de verschuldigde loonheffingen dient hij dan op aangifte aan te geven en af te dragen. De regeling is niet van toepassing voor het verrichten van werkzaamheden in een pensioen- of een beleggingsvennootschap.

## Het gebruikelijk loon
Verricht de natuurlijke persoon werkzaamheden, heeft deze een aanmerkelijk belang en is het voor deze werkzaamheden niet een loon van minder dan 5.000 euro gebruikelijk dan is de gebruikelijkloonregeling van toepassing. De hoogte van het gebruikelijk loon hangt af van wat voor een vergelijkbare functie bij een natuurlijk persoon die een dienstbetrekking zonder aanmerkelijk belang gebruikelijk is.

### Hoogte gebruikelijk loon
Sinds 2015 wordt de hoogte van het gebruikelijk loon in drie stappen bepaald:
- 75 procent van het loon uit de meest vergelijkbare dienstbetrekking;
- het hoogste loon van de werknemers die in dienst zijn bij hetzelfde bedrijf of een bedrijf dat hiermee verbonden is;
- 47.000 euro (vanaf 2021).

Hierbij telt de hoogste van de drie uitkomsten als het gebruikelijk loon. Alleen in het geval dat het hoogste bedrag van de drie hoger is dan 75 procent van het loon dat gebruikelijk is, is het de inhoudingsplichtige toegestaan het loon vaststellen op 47.000 euro of de hoogte van het loon uit de meest vergelijkbare dienstbetrekking.

### Meest vergelijkbare dienstbetrekking
De gebruikelijkloonregeling verstaat onder de meest vergelijkbare dienstbetrekking:
de dienstbetrekking die van alle dienstbetrekkingen
1. waarbij een aanmerkelijk belang geen rol speelt;
2. die bekend zijn bij de inhoudingsplichtige en de inspecteur;
3. waarvan het loon bekend is of in redelijkheid geschat kan worden en;
4. waarvan het loon niet op een ander bedrag is vastgesteld dan in het economisch verkeer gebruikelijk is en

het meest vergelijkbaar is met de dienstbetrekking van de werknemer waarvan het gebruikelijk loon van de aanmerkelijk belanghouder.

### Bewijslast
De bewijslast bij het vaststellen van het gebruikelijk loon ligt zowel bij de inspecteur als de inhoudingsplichtige.
Het is aan de inspecteur om te bewijzen dat de natuurlijk persoon werkzaamheden verricht in het bedrijf waar hij aanmerkelijkbelanghouder is. In veel gevallen is de natuurlijk persoon directeur in dat bedrijf. Dan is het duidelijk dat er werkzaamheden worden verricht. In elk geval is (zoals al eerder is genoemd) het zijn van directeur of bestuurder geen vereiste. Dus ook de aandeelhouder die een directeur heeft benoemd zonder aanmerkelijk belang, maar die wel werkzaamheden in dit bedrijf verricht dient het gebruikelijk loon aan te geven.
Voor de hoogte van het gebruikelijk loon is het in het belang van de inspecteur deze hoger vast te stellen en in het belang van de inhoudingsplichtige deze lager vast te stellen. Bij het eerste ligt de bewijslast dan ook bij de inspecteur en bij de twee bij de inhoudingsplichtige.
Hierbij is het belangrijk om te beseffen dat het resultaat van het bedrijf geen graadmeter is voor het vaststellen van de hoogte van het gebruikelijk loon. Dit is slechts de eerste besproken gebruikelijkheid van de hoogte van het loon.

### Uitzonderingen
Het gebruikelijk loon hoeft in enkele gevallen niet toegepast te worden indien:
1. het vast te stellen loon lager dan 5.000 euro bedraagt. Hier is onder andere sprake van bij een pensioen- of een beleggingsvennootschap.
2. er sprake is van structurele verliezen in de vennootschap. Deze regeling is niet in de wet vastgelegd en kan alleen toegepast worden door een verzoek in te dienen bij de inspecteur.

## Achtergrond en belang regeling
De reden voor de wetgever om gebruikelijkloonregeling in te voeren heeft te maken met het verschillen in tarieven en de mogelijkheid van een directeur-grootaandeelhouder om te lenen van zijn eigen vennootschap. In de Wet op de vennootschapsbelasting 1969 is deze maximaal 25 procent, terwijl deze in de Wet inkomstenbelasting 2001 voor loon maximaal 52 procent bedraagt.
Het is voor de aanmerklijkbelanghouder niet gunstig om zichzelf loon uit te keren. Gunstiger is om slechts dividend met een belastingtarief van 15 procent uit te keren of te lenen van de eigen vennootschap. De wetgever vindt dit niet wenselijk, omdat hiermee belastingbetaling wordt uitgesteld.